# 雙葉龍 (恐龍)
雙葉龍（學名："Futabasaurus"）是獸腳亞目恐龍的一屬，生存於白堊紀晚期的日本。化石是一個部分脛骨，發現於日本福島縣的雙葉群（Futaba Group）的足沢層（Ashizawa Formation），地質年代為科尼亞克階。在1990年，大衛·蘭伯特（David Lambert）提出這個名稱，認為牠們是獸腳亞目的分類位置未定屬。同年，董枝明等人簡述這個化石，並公布圖片，認為雙葉龍是種暴龍科恐龍。但因為從沒有正式敘述、命名過，雙葉龍的狀態是個無資格名稱（Nomina nuda）。雖然這個名稱是在1990年出現，但在2006年，日本的一種蛇頸龍類首先正式使用雙葉龍（Futabasaurus）這名稱。如果這個獸腳類恐龍未來被正式命名，必須使用其他名稱。